# Людвиг Метцель
Людвиг Метцель (повне ім'я Людвиг Христіан Метцель (пол. Ludwik Chrystian Metzell), нар. 2 червня, 1764, Данциг — пом. 21 листопада, 1848, Варшава) — військовий інженер, архітектор, ландшафтний дизайнер-садівник.

## Біографія

### Портрет
Ймовірно, витрачати зусилля на пошук портрету Метцеля, нема сенсу. Військові інженери тих часів проектували і будували фортеці, брали участь у військових діях і гинули десятками. В армії французького короля через це контингент військових інженерів постійно оновлювався. І те, що Метцель прожив понад 80 років — своєрідний виняток. Убити могли ще замолоду.
Саме з цим ім'ям пов'язують проектування і створення відомого пейзажного парку сучасної України — «Софіївка» в місті Умань. І якщо ми колись знайдемо його портрет, особи небагатої, непомітної на тлі аристократичних родин того часу, це буде ще одним винятком.

### Ранні роки

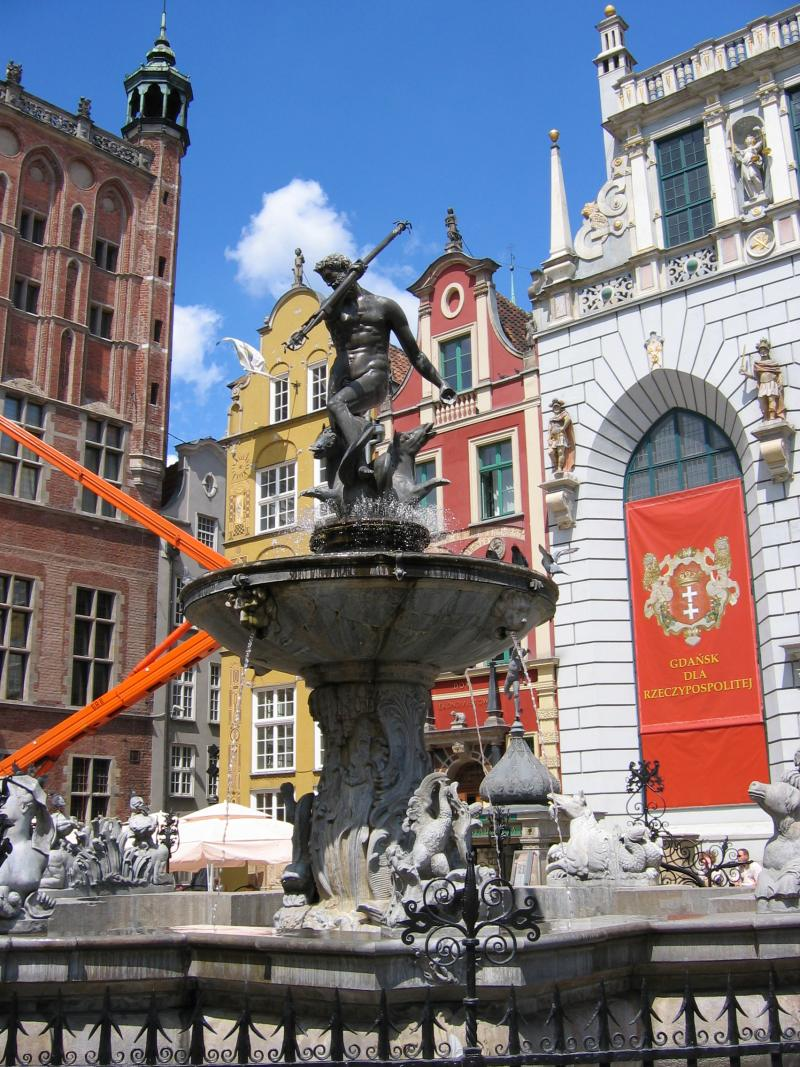
Ґданськ, фонтан Нептуна.

- Народився в Данцигу (нині Ґданськ). Родина була небагатою, але сплатити гроші за навчання змогла. Метцель закінчив військово-інженерну школу. Здібностей вистачить для спорудження мостів (зафіксовано в документах), військових діях під Зеленцями, оминути смерть і дослужитися до капітана.

- Освічений Метцель володів не менш як чотирма мовами — польською, німецькою, латиною, французькою.

- Призначення отримав в місто Тульчин, паном якого був магнат Потоцький. У 1790 році Метцель посів місце керівника Арсеналу Тульчина. Капітан артилерії став ад'ютантом самого магната — Станіслава Щенсни Потоцького, найбагатшої особи в Польщі. Тобто зробив досить вдалу кар'єру.

- Разом з паном подорожував по Німеччині і Італії.  Але зробити вдалу кар'єру — ще не зостанешся в історії.

### Метцель і магнат Потоцький

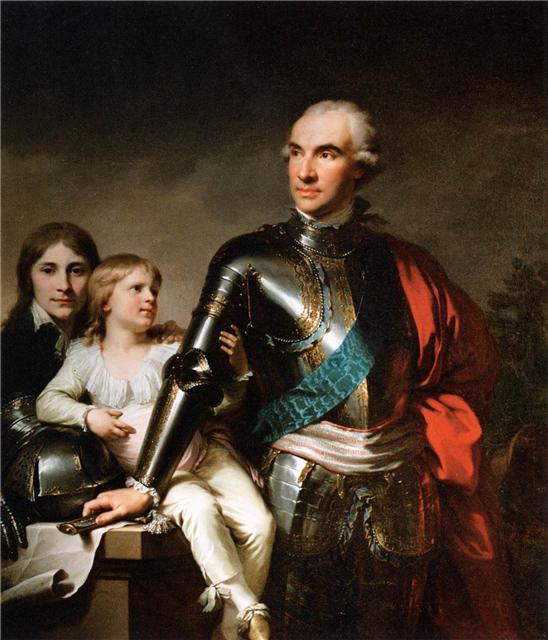
Худ. Й.Лампі. Граф Потоцький з дітьми, Лувр, Париж.

Потоцький зав'язав любовні стосунки з Софією Глявоні, про яку точилися перекази, що вона від роду імператорів Візантії. Дочекавшись смерті дружини, що не давала згоди на розлучення, Потоцький бере нарешті шлюб з коханою Софією. Дивний парк біля Умані і був незвичним і розкішним дарунком новій дружині.
Пану було байдуже, чи робив колись Метцель сади. До проектування і незвичних будов залучили саме його.

### Неприємний характер
Здібності Метцеля поєдналися з неприємним і жорстким характером. Військовий інженер, що дивився у вічі смерті, звиклий до швидких наказів і швидкого їх виконання, шаленів від люті, працюючи з селянами, неквапливими, незграбними, нічим не зацікавленими в створенні панської примхи-парку. За переказами, Метцель працював з батогом в руці, як звик до цього ще в армії. Покарання були постійними, адже раби ніколи не зацікавлені в праці на пана…

## Софіївка

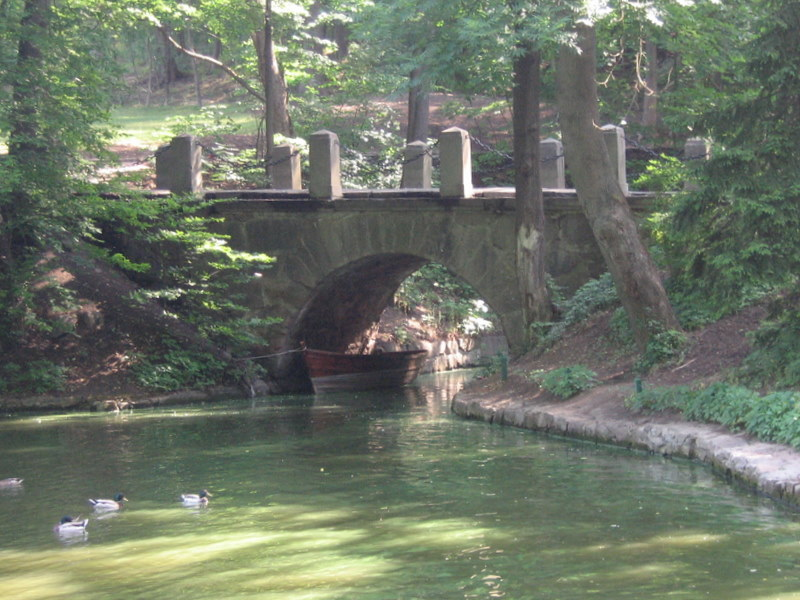
Венеціанський міст

З 1795 року Потоцькой обрав соєю резиденцією Умань. Роботи в парку за документами розпочалися з травня-червня 1796 р. Свята в парку розпочали вже у 1800 році, задовго до завершення будівництва.
В місцині міняли місцями велетенські брили каміння, побудували палац (пізніше зруйнований), оранжерею, господарські будівлі. Садовили багато дерев і кущів. Окрасою саду були водоспади, павільйони руїни, підземна річка, якою можна було кататися човном.
Метцель не знав, що відтепер увійшов в історію.

## Останні роки
Зміни прийшли досить швидко. У 1805 р. Потоцький помер. Син Юрій програв у карти купу грошей. Сплатити борг узялася мачуха Софія. Почалася економія і роботи в парку припинили.
- 1810 р. Метцель покинув Умань.
- Він ненадовго повернувся до вельможної пані Софії, але запрошення на службу не отримав.
- 1813 р. він назавжди покинув Умань і оселився в Варшаві. Працював керівником управління шляхів.
- 1833 р. — отримав відставку за віком. Доживав у Варшаві.
- Смерть — 21 листопада 1848 р. Похований на цвинтарі в Повонзках, тодішньому передмісті Варшави.